# Olá Pai!
Olá Pai! é uma série da TVI que estreou no dia 12 de outubro de 2003 e terminou no dia 21 de agosto de 2004. É da autoria de Isabel Medina e de Paula Leão Monteiro e produzida pela NBP. Foi reemitida no +TVI em março de 2013. Foi transmitida na Band no Brasil, e em vários locais estrangeiros sendo das séries mais exportadas da Plural.

## Sinopse
José Manuel Queiroz, 28 anos, solteiro inveterado, copywriter com carreira em ascensão, aspira ao lugar de Director Criativo da Agência de Publicidade JLP. O único obstáculo a essa promoção parece ser Pedro Guedes, que para além de ser da família de Júlio Lacerda, não olha a meios para atingir os seus fins.
«Workaholic», Zé Manel como é conhecido pelos colegas e amigos, é também um homem que sabe o que o seu charme provoca nas mulheres. Sedutor, considera as mulheres um complemento necessário, mas constituir família não faz parte dos seus planos. Por isso, os seus relacionamentos não duram muito.
Filho de pais separados, o pai trocou a mãe por uma rapariga mais nova. Desde então, tem uma relação bastante difícil com a mãe, Maria Amélia. Esta, hiper activa, decide superar o trauma do divórcio divertindo-se o melhor que pode e interferindo na vida do filho.
A vida e a personalidade de Zé Manel vão, no entanto, sofrer uma reviravolta tumultuosa no dia em que lhe aparece na cama, caído, vai-se lá saber de onde, um bebé de seis meses que traz consigo apenas um bilhete que diz «Olá Pai!».
Brincadeira de mau gosto? Ou terão sido os colegas da Agência por causa da campanha de papas para bebé que ele se recusa a fazer? O certo é que ninguém faria uma brincadeira destas por mais de umas horas, ou faria?
A primeira ideia é entregar a criança à Polícia. Mas, e se o bebé é mesmo filho dele?
Vasco consegue convencer Zé Manel a fazer o teste de ADN. Zé Manel, ao contrário do que se poderia prever, fica radiante ao receber o resultado dos testes que provam ser ele o pai. É então que decide encontrar a mãe, o que se torna bastante complicado, pois nem se lembra de todas as mulheres com quem dormiu.
A vida de Zé Manel muda radicalmente. Agora, já não consegue cumprir prazos nem ser tão brilhante na sua carreira. 
Pedro aproveita-se desta situação, especialmente porque Zé Manel tem de levar o filho para o trabalho, empenhando-se em comprar tudo o que o bebé precisa, enchendo o escritório de livros sobre como criar um bebé e praticamente transforma o escritório no quarto da criança. 
No meio de tanta confusão, Zé Manel vê-se com necessidade de contratar uma «babysitter» o quanto antes.
Nani atende Zé Manel e Vasco quando estes estão a fazer compras para Júnior. Acaba por ser despedida da Loja de Artigos para Bebé por desarrumar tudo e por ter uma preferência especial por estes clientes, deixando os outros «pendurados» sempre que Zé Manel e Vasco aparecem.
Acaba por ir trabalhar na Companhia do Café, a convite de Álvaro. Aceita trabalhar no Café porque sabe que assim poderá ver Júnior frequentemente. Mais tarde, Zé Manel e Vasco resolvem contratar Nani para «babysitter», ainda que com um certo receio por esta ser muito jovem e um pouco estouvada, mas a verdade é que ninguém toma tão bem conta do bebé como ela!
Assim, o trabalho de Zé Manel readquire o anterior brilho. Zé Manel acaba por fazer uma excelente campanha para as papas de bebé.
Raquel tenta tudo para que Zé Manel se livre da criança, chegando mesmo a fazer-lhe um ultimato obrigando-o a escolher entre ela e o filho. É então que Zé Manel escolhe o filho.
Maria do Carmo é despedida e acaba por ir trabalhar com Vasco na sua empresa. Graças a ela, a empresa Radicais.com recupera a olhos vistos, mas o seu casamento, pelo contrário, acaba por se desmoronar. 
Vasco acaba por se apaixonar irremediavelmente por Nani, demonstra-o das formas mais disparatadas, mas esta, tal como todas as mulheres, vê nele apenas um grande amigo.
Zé Manel pensa em despedir Nani por esta deixar sistematicamente a casa de pernas para o ar, principalmente quando ele leva raparigas para casa! Mas não tem coragem.
Mais tarde, uma súbita doença de Júnior envolverá todos. Nessa altura serão evidentes os laços de amor que a criança estabeleceu ao seu redor.

## Personagens
- Pedro Lima

É um dos protagonistas desta divertida série. José Manuel Queiroz, mais conhecido por Zé Manel, vai ser a sua personagem. Tem 28 anos, filho único de uma mãe super protectora. Bonito e solteiro, tem tudo o que as mulheres desejam. É o melhor criativo e copywriter na JPL, agência de publicidade de Júlio Lacerda. Apesar de não ser dono de uma grande fortuna, ambiciona carros topo de gama e tudo o que o dinheiro possa comprar. Mulherengo inveterado, foge dos compromissos. No entanto, mantém um namoro intermitente com a bela e igualmente ambiciosa sobrinha do patrão, Raquel Guedes. Os seus interesses são o trabalho, futebol, copos e miúdas, mas tudo começa a mudar quando lhe é deixado em casa um bebé de seis meses, com um bilhete a dizer «Olá Pai!»
- Anabela Moreira

É Nani, uma jovem de 22 anos que acabou o curso no IADE, mas não consegue arranjar emprego na área da publicidade. Por isso, prefere aceitar empregos provisórios que a enriquecem pelo contacto com as pessoas. As suas principais características são a candura em relação ao Mundo e às pessoas. Tem um espírito forte, é alegre, extrovertida e bonita. Apesar de não ligar à sua aparência, gosta de misturar cores e tecidos. É um pouco excêntrica e provocadora. Nani perdeu os pais aos 12 anos, num acidente de automóvel e viveu a partir daí com a sua irmã mais velha, Verónica, até esta ter falecido também num acidente de automóvel. Guilherme, um colega de curso, torna-se no seu melhor amigo e muito útil como «espião» na JPL, de forma a mantê-la a par da vida de Zé Manel com Júnior. Isto porque se vai tornar babbysitter de Júnior, e apesar de andar sempre em discussões com Zé Manel, um dia vão apaixonar-se.
- Vera Alves

Regressa na pele de Raquel Guedes, a namorada de 25 anos de Zé Manel. Irmã de Rui Guedes e sobrinha de Júlio Lacerda, a elegante, bonita e sofisticada economista é directora de marketing numa multinacional. É obcecada pela carreira e sacrifica tudo por esta. Detesta crianças, e planeia ter a primeira lá para os 35 anos. Parece-se com Zé Manel em tudo, excepto na arrumação. Fica furiosa quando Júnior aparece na vida de Zé Manel e chega a fazê-lo escolher entre ela e o bebé. Para seu grande espanto, Zé Manel escolhe Júnior e a partir daí começa a aproximar-se mais dele. Mas nunca perde uma oprotunidade de envenenar o namorado em relação a Nani e ao bebé. Na Agência, vai ser cúmplice do irmão para prejudicar Zé Manel e fazê-lo perceber que a carreira e o filho são inconciliáveis.
- Rui Mendes

É Júlio Lacerda, o dono da Agência de publicidade JPL. Tem 57 anos e é divorciado. Tio de Raquel e Pedro Guedes, trabalha com Zé Manel. Dedica a vida à empresa que fundou, é um patrão duro e exigente e o seu lema é não empregar mulheres casadas ou casadoiras, pois acredita que estas dão muitos problemas por causa das crianças. Não sabe da íntima vontade de Laura, a sua fiel secretária, de ser mãe. À primeira impressão, Júlio transmite uma certa arrogância e pedantismo. No entanto, é só «fachada», porque no fundo é uma pessoa capaz de uma grande ternura e humanidade, que tenta disfarçar quando alguém o apanha em flagrante. Tem uma enorme estima por Zé Manel, chegando mesmo a desejar que fosse ele o seu sobrinho. Viaja muito, embora não goste nem tenha paciência para os hotéis. Tem com Maria Amélia uma relação de cão e gato, mas acaba por achar-lhe graça. Um dia perceberão que foram feitos um para o outro e Júlio encontrará a melhor companhia para as suas viagens.
- Madalena Bobone

Encarna Laura Carneiro, uma mulher de 25 anos e o braço direito de Júlio na JPL. Nasceu em Viseu e tem um irmão mais velho. Com 18 anos, apaixonou-se por um médico 10 anos mais velho e conseguiu convencer os pais a ir estudar para Lisboa, para poder estar com ele. Por ser muito católica e acreditar num só amor para toda a vida, ia morrendo quando o médico a trocou por outra. Ficou completamente desamparada e desistiu dos estudos. É muito ligada à família, mas apenas o irmão conhece o seu desgosto amoroso. Sonha casar e ter filhos do seu «príncipe encantado». Tem uma secreta adoração por Zé Manel. Apesar de ser uma pessoa muito afectuosa, sabe também ser fria e firme sem ser medrosa nem submissa. É de uma beleza muito suave e discreta. Adora plantas e tem uma particularidade estranha, desata a chorar sem ninguém perceber porquê. Faz parte do Grupo de Teatro António da Silva e é aí que se expressa, deixando a sua timidez de lado.
- Nuno Távora

interpreta Pedro Guedes, o irmão de Raquel e sobrinho de Júlio Lacerda. Tem 27 anos e é colega de Zé Manel na JPL e também o seu principal inimigo. Como pessoa extremamente mesquinha e invejosa que é, não se conforma em não ser tão brilhante e bem sucedido com as mulheres como o seu eterno rival. Mas esforça-se por não o demonstrar, fazendo-se passar por amigo deste, só para que na primeira oportunidade possa desferir o golpe. Pedro Guedes chega a ser caricato nos seus esquemas para chegar onde quer e por muito que se esforce e vista boas roupas, não consegue tornar-se numa pessoa atraente.
- Manuel Lourenço

É António José (Tozé). Tem 36 anos, é marido de Maria do Carmo e pai de Bia e Rodri. É vizinho de Zé manel e livreiro de profissão. Para ele os livros são sagrados. Adora borboletas e tem o hábito de fumar cachimbo, o que desagrada a Maria do Carmo e provocará discussões quando Júnior aparecer. Vive, actualmente, uma situação afectiva difícil com a sua mulher, e tem ciúmes de todos os homens que dela se aproximam. Apesar da incompatibilidade das suas naturezas, o casal Lopes vai conseguindo suportar as dificuldades dos seus dias.
- Sylvie Rocha

Encarna Maria do Carmo Lopes, uma mulher de 34 anos, gestora e muito amiga de Zé Manel. É uma mulher bonita, activa, extrovertida e afectuosa. Muito cúmplice dos seus dois filhos, está sempre a protegê-los da sensaboria do marido e da insistência dele em como a verdadeira vida está nos livros. Quando fica desempregada, decide ir trabalhar com Vasco, enfrentando assim os ciúmes do marido. Isto vai abalar de tal modo a relação, que ela chega ao ponto de pedir o divórcio.
- Leonor Pillar

É Beatriz (Bia). Tem 10 anos , é filha de Tozé e Maria do Carmo e irmã de Rodri. É a que desculpa mais o pai, e é muito amiga das florestas, porque se não fossem estas, o pai não poderia vender livros. Partilha o quarto com o irmão com quem se dá muito bem, mas porque este aceita as suas instruções. É senhora do seu nariz e adora dar opiniões. Quando crescer quer ser professora para ensinar os mais pequenos a lerem bem. Como o irmão, gosta muito de Vasco, a quem ambos chamam tio (mas nunca na presença do pai!). A chegada do bebé vai ser uma excitação para ela, e tenta estar com ele sempre que pode, mesmo que para isso tenha que defrontar o pai.
- João Pedro Cary

É Rodrigo Lopes (Rodri). Tem 8 anos, é irmão de Bia e filho de Tozé e Maria do Carmo. É um rapaz curioso e inteligente, faz o que lhe mandam, mas gosta de levar a água ao seu moinho sem contrariar os outros. Gosta muito de de tirar fotografias e quando for mais velho quer ser fotógrafo, mas a sua opinião vai mudando conforme as épocas. Na escola, vai conhecer a sua primeira paixão, a Madalena. Rodri gostava de ser negro como a Madalena.
- Pedro Cunha

Interpreta Guilherme. Tem 23 anos e é colega de curso e grande amigo de Nani. Tal como esta, não consegue emprego na área para a qual estudou, e acaba por ir trabalhar para a JPL como paquete. É boa pessoa, não muito inteligente, e acaba por, sem se aperceber, servir de «espião» de Nani, informando-a da vida de Zé Manel com o bebé.
- Ricardo Trêpa

É Álvaro. Tem 30 anos e é dono da «Companhia do Café», onde todos se encontram habitualmente. É muito bem disposto, atlético, culto e charmoso. No seu bar, gosta de atender os clientes habituais como amigos. Não perde muito tempo com as mulheres, mas acaba por se interessar por Nani.
- Luís Mascarenhas

Veste a pele de Arlindo, um homem de 50 anos, ao qual chamam «faz-tudo», pois no Teatro faz o que é preciso. Pintor sem sucesso, insiste em pintar para os amigos, mas estes nunca sabem o que fazer com os seus quadros. Contrasta com Maria Odete em tudo, mas espera um dia vir a conquistá-la.
- Henrique Viana

É Serafim Bizarro (Fitas), tem 70 anos, é um antigo projectista, mas devido à suia idade e à falta de cinemas ao ar livre, já não exerce a sua profissão. Aparece no Teatro propondo-se a fazer sessões de cinema. É um bom homem, um pouco bronco, embora saiba tudo sobre filmes antigos. Odeia televisão, e no –tetro ajuda no que é preciso. É o maior admirador dos quadros do Sr. Arlindo.
- Maria Odete

Tem 40 anos, é assistente Social e directora do Grupo de Teatro Amador. É uma pessoa autoritária e de rígidos valores morais, mas no fundo é boa pessoa. A frustração da sua vida é não ter sido uma actriz de sucesso. É uma solteirona e tem a mania das doenças.
- Ivo Canelas

É Vasco Sarmento. Mora ao lado de Zé Manel e é o seu melhor amigo e confidente, apesar de levarem a vida a implicar um com o outro. Ao contrário do amigo, é despretensioso, simples, divertido e altamente deficitário no campo amoroso. Considera-se o «último dos românticos» e procura a alma gémea, mas nenhuma mulher o leva a sério, todas o vêem como um ombro amigo onde podem chorar. Adepto dos desportos radicais, cria uma empresa chamada Radicais.com, mas a sua inexperiência em gestão financeira leva-o a perder mais dinheiro do que a ganhar. Vasco será um segundo pai para Júnior.
- Lídia Franco

Encarna Maria Amélia, a mãe de Zé Manel. Tem 54 anos e dava pouca importância à aparência, chegando mesmo a desleixar-se na forma de vestir e arranjar. Dedicara a vida ao filho e ao marido, mas ambos lhe escaparam, desiludindo-a, cada um à sua maneira. O filho tornara-se num publicitário de sucesso sem tempo para mais nada senão para o emprego. O marido trocara-a por uma mulher bastante mais nova. Durante uns tempos, mantivera uma postura de viúva inconsolável, procurando conforto no filho, embora sem êxito. Um dia, decide mudar a sua vida e transforma-se no oposto. Uma mulher extremamente produzida, em que as suas únicas preocupações são aproveitar a vida, passando o tempo a viajar, em compras com as amigas ou no Grupo de Teatro Amador, onde recentemente ingressou. Por isso, torna-se numa mãe ausente, que não quer voltar a ver a sua liberdade ameaçada por fraldas e biverões. Esta sua decisão tem como objectivo tornar zé Manel numa pessoa mais humana, mas apesar de não lhe agradar nada o facto de ser avó, acaba por auxiliar o filho e o neto. Chega até ao ponto de deixar de fumar por causa do bebé.